# Divine Intervention
Divine Intervention — студійний альбом гурту Slayer
У 1994 році Slayer випустили альбом Divine Intervention, перший альбом гурту з новим барабанщиком. Позиції цього релізу в чартах були рекордними для групи на той час: платівка дебютувала на 8 позиції в Billboard 200. 
В альбомі Divine Intervention були представлені пісні про одного з ініціаторів Голокосту Рейнхарда Гейдріха, а також про серійного вбивцю та каннібала Джеффрі Дамера (композиція 213 — номер квартири, в якій він здійснював злочини). Іншими темами альбому були вбивства, гріхи церкви та критика державної влади; в ліриці проявився інтерес Тома Арайї до серійних вбивць.
Slayer відправилися в світове турне в 1995 році. Був випущений концертний відеозапис під назвою Live Intrusion, на якому була присутня кавер-версія пісні Witching Hour гурту Venom, виконана Slayer разом з Machine Head. Але відносини між Slayer та Machine Head сильно погіршилися. 
Після турне Slayer брали участь у фестивалі Monsters of Rock, де головним виконавцем був треш-метал гурт Metallica.

## Список композицій
| #   | Назва                 | Автор слів                             | Автор музики   | Тривалість |
| --- | --------------------- | -------------------------------------- | -------------- | ---------- |
| 1.  | «Killing Fields»      | Том Арая                               | Керрі Кінг     | 3:57       |
| 2.  | «Sex. Murder. Art.»   | Арайа                                  | Кінг           | 1:50       |
| 3.  | «Fictional Reality»   | Кінг                                   | Кінг           | 3:38       |
| 4.  | «Dittohead»           | Кінг                                   | Кінг           | 2:31       |
| 5.  | «Divine Intervention» | Джефф Ганнеман, Кінг, Арая, Пол Бостаф | Ганнеман, Кінг | 5:33       |
| 6.  | «Circle of Beliefs»   | Кінг                                   | Кінг           | 4:30       |
| 7.  | «SS-3»                | Ганнеман                               | Ганнеман, Кінг | 4:07       |
| 8.  | «Serenity in Murder»  | Арая                                   | Ганнеман, Кінг | 2:36       |
| 9.  | «213»                 | Арая                                   | Ганнеман       | 4:52       |
| 10. | «Mind Control»        | Арая, Кінг                             | Ганнеман, Кінг | 3:04       |